# Maxime Germain
Pour les articles homonymes, voir Germain.
Maxime Germain (1881-1953) est un général d'armée français.

## Biographie
Maxime Jean Vincent Germain, après des études à l'École polytechnique (promotion 1901) et à l'École d'application de l'artillerie et du génie (octobre 1904-septembre 1905), il choisit de servir dans les troupes coloniales, et plus particulièrement dans l'artillerie coloniale.
Lieutenant, il est envoyé au Tonkin entre 1907 et 1910, au sein du 4e régiment d'artillerie coloniale puis du 5e régiment d'artillerie coloniale. Il est promu capitaine en 1912.
Lorsque éclate la Première Guerre mondiale, il est capitaine, commandant la 23e batterie du 2e régiment d'artillerie coloniale. Il participe à la bataille de Rossignol (Belgique) du 22 août 1914 et y est fait prisonnier. Il passe tout le reste de la guerre en captivité.
Rapatrié de Suisse après l'Armistice du 11 novembre 1918, il est désigné fin décembre 1918 pour servir en Russie du Nord comme instructeur. Il rentre en France fin 1919 pour suivre les cours de l'École supérieure de guerre jusque fin 1920.
Il est nommé de la chevalier de la Légion d'honneur en 1921 puis promu officier en 1927.
Durant l'entre-deux-guerres, il est affecté en Syrie et en Indochine,.
Promu colonel en 1929, il commande de 1930 à 1934 le 10e RACP (régiment d'artillerie coloniale porté) qui devient 10e RACTT (régiment d'artillerie coloniale à tracteurs tous terrains).
Nommé général de brigade en 1934, il appartient au cabinet de Philippe Pétain, alors ministre de la Guerre.
Général de division depuis 1938, il est placé en 1939 à la tête de la 1re division d'infanterie coloniale.
Durant la bataille de France, il commande le 23e corps d'armée entre mars et juillet 1940. Sa conduite lui vaut la cravate de commandeur de la Légion d'honneur en octobre 1940.
Envoyé en Côte française des Somalis par le gouvernement de Vichy durant l'été 1940 pour empêcher la colonie de se rallier à la France libre, il y reste peu de temps, suspecté de tiédeur à l'égard de la Collaboration.
Après avoir brièvement commandé la 7e division, il gagne sa 4e étoile (général de corps d'armée) et prend le commandement de la 15e division en décembre 1940.
En septembre 1941, il est promu général d'armée et devient inspecteur des troupes coloniales.
Il est mis à la retraite en 1942.
Le 31 mai 1944, il est arrêté par la Gestapo et déporté au château d’Eisenberg en République tchèque, en compagnie d'autres personnalités que Vichy juge douteuses. Il est de retour le 11 mai 1945, accueilli par son fils à la gare de Cannes ; il n'est alors plus qu'un « vieillard décharné » note Le Monde.

## Distinctions
- Commandeur de la Légion d'honneur (arrêté du 10 octobre 1940)[3]
  -  Officier de la Légion d'honneur (décret du 24 juillet 1927)
  -  Chevalier de la Légion d'honneur (décret du 10 janvier 1921)
- Croix de guerre 1914–1918, étoile de bronze
- Médaille interalliée de la Victoire
- Croix de Sainte-Anne de 3e classe (Russie)[3]

## Vie privée
Il épouse le 19 décembre 1918 Geneviève Bideaux.
Il est le père d'Hubert Germain, résistant et homme politique, dernier compagnon de la Libération.